# Citroën C3 Aircross
Citroën C3 Aircross este un nume desemnat pentru două SUV-uri produse sub marca Citroën, de la producătorul francez PSA, și mai târziu Stellantis. Prima este versiunea braziliană a MPV-ului C3 Picasso, iar a doua este un SUV urban lansat în 2017 care înlocuiește modelul C3 Picasso în Europa.